# Jörg Denninghoff

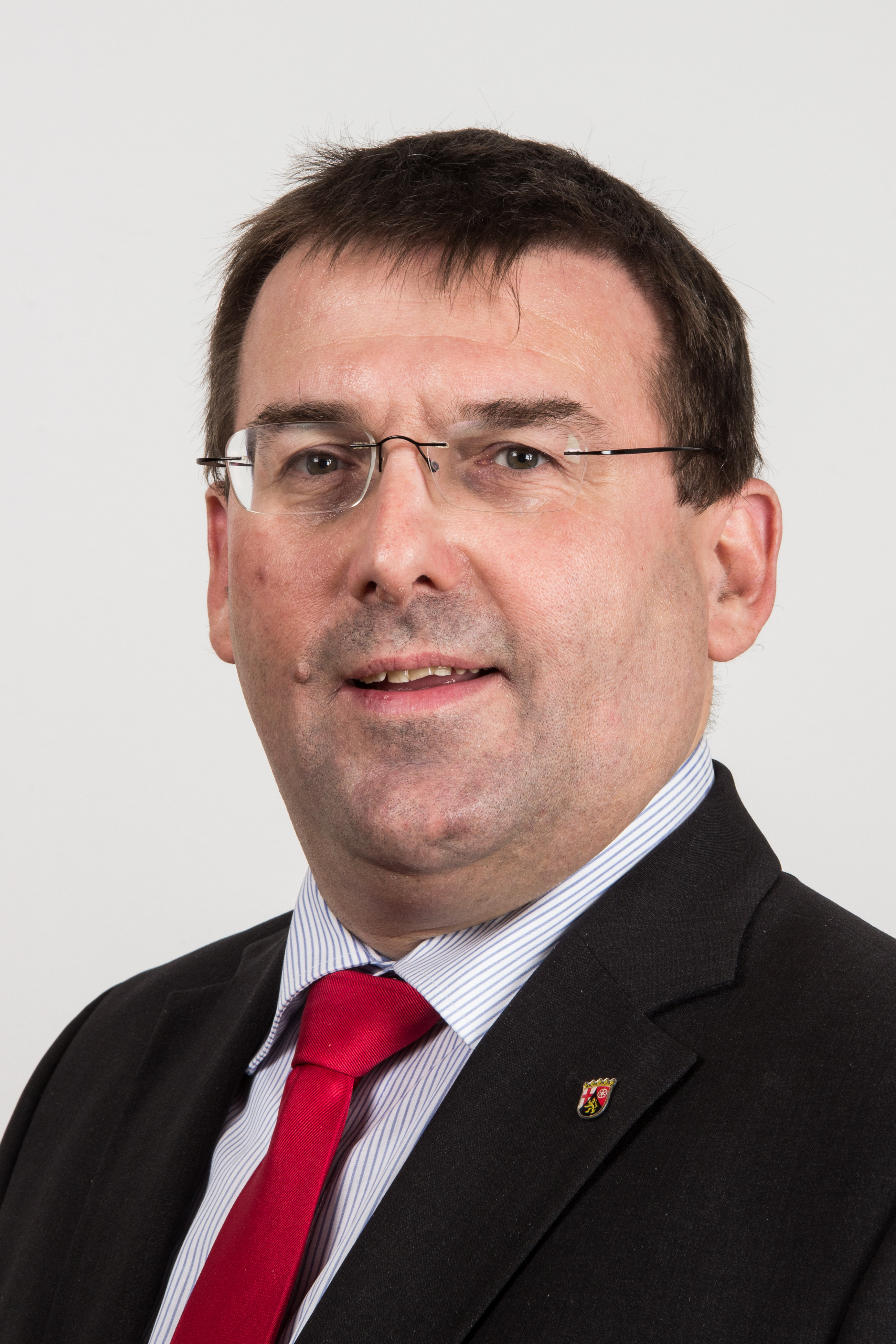
Jörg Denninghoff (2016)

Jörg Denninghoff  (* 29. April 1966 in Allendorf) ist ein deutscher Politiker (SPD). Er ist seit 2022 Landrat des Rhein-Lahn-Kreises. Zuvor war er von 2014 bis 2022 Abgeordneter im Landtag von Rheinland-Pfalz.

## Leben und Beruf
Denninghoff besuchte in den Jahren 1976 bis 1982 die Realschule Katzenelnbogen und machte 1982 bis 1986 eine Ausbildung zum Energieanlagenelektroniker. 1986 bis 1987 holte er auf dem zweiten Bildungsweg seine Fachhochschulreife nach. 1987/88 leistete er Wehrdienst und studierte danach von 1988 bis 1992 Elektrotechnik an der Fachhochschule Koblenz und war als Systemtechniker in der Informationstechnologie tätig. Bis er im Jahr 2014 in den Landtag nachrückte, arbeitete er bei Eaton Industries, wo er zuletzt IT-Projektmanager war und dem Betriebsrat angehörte. Er ist Mitbegründer sowie Gesellschafter der modusoft GmbH in Lahnstein.

## Politik
Im Jahr 1988 trat Denninghoff in die SPD ein. Seit 1999 ist er kommunalpolitisch aktiv. Er ist Mitglied im Ortsgemeinderat Allendorf und seit 2004 Mitglied im Verbandsgemeinderat Katzenelnbogen. Im Laufe dieser Zeit hatte er verschiedene Ämter inne, unter anderem das des Fraktionsvorsitzenden in Katzenelnbogen. 
Am 1. Juli 2014 rückte Denninghoff für Frank Puchtler in den Landtag Rheinland-Pfalz nach. Bei den rheinland-pfälzischen Landtagswahlen 2016 und 2021 zog er als Direktkandidat (SPD) für den Wahlkreis Diez/Nassau (Wahlkreis 7) ins Landesparlament ein. Er war ordentliches Mitglied unter anderem im Ausschuss für Gesundheit, Pflege und Demografie sowie im Ausschuss für Medien, Digitale Infrastruktur und Netzpolitik.
Bei der Direktwahl am 13. März 2022 wurde er mit einem Stimmenanteil von 52,6 % zum Landrat des Rhein-Lahn-Kreises gewählt. Denninghoffs Ernennung zum Landrat erfolgte am 29. Juni 2022, die Amtsgeschäfte übernahm er zum 15. Juli 2022. Er folgte Frank Puchtler nach. Im Zuge der Amtsübernahme legte Denninghoff sein Landtagsmandat nieder. Für ihn rückte Manuel Liguori nach.

## Privates
In seiner Freizeit geht Denninghoff gerne Geocachen. Beim Gutenberg Giga Event 2015, an dem tausende Geocacher teilnahmen, war er im Helferteam aktiv. Denninghoff ist Sänger im MGV ‚Sängerlust‘ Allendorf und beim CGV Katzenelnbogen.